# Vieux Craonne
Le Vieux Craonne est le nom de l'ancien village de Craonne, en France, dans le département de l'Aisne, entièrement détruit au cours de la Première Guerre mondiale.

## Localisation
L'ancien village détruit en 1917, est situé sur le territoire de la commune de Craonne, dans le département de l'Aisne, dans le secteur du Chemin des Dames entre la vallée de l'Aisne et la vallée de l'Ailette.

## Historique
L'ancien village de Craonne fut le théâtre d'âpres combats dès 1914, entre Français et Allemands. En avril-mai 1917, le village en ruine fut totalement détruit par l'artillerie française. Le site classé en zone rouge à la fin du conflit, ne fut pas reconstruit. Le nouveau village de Craonne fut bâti entre 1921 et 1927, à 800 m de là, en contrebas, avec l'aide financière de la Suède.

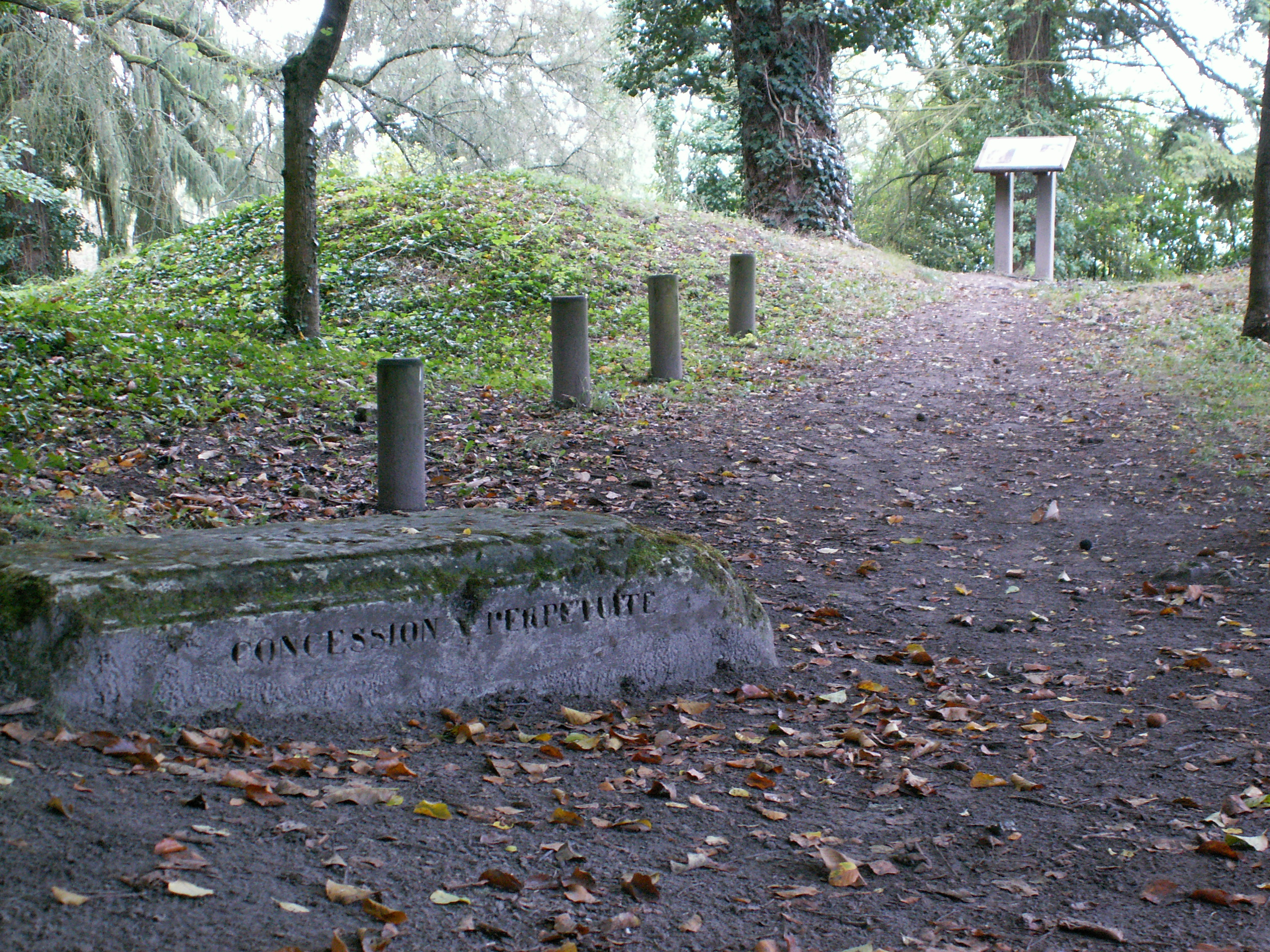
Arboretum.
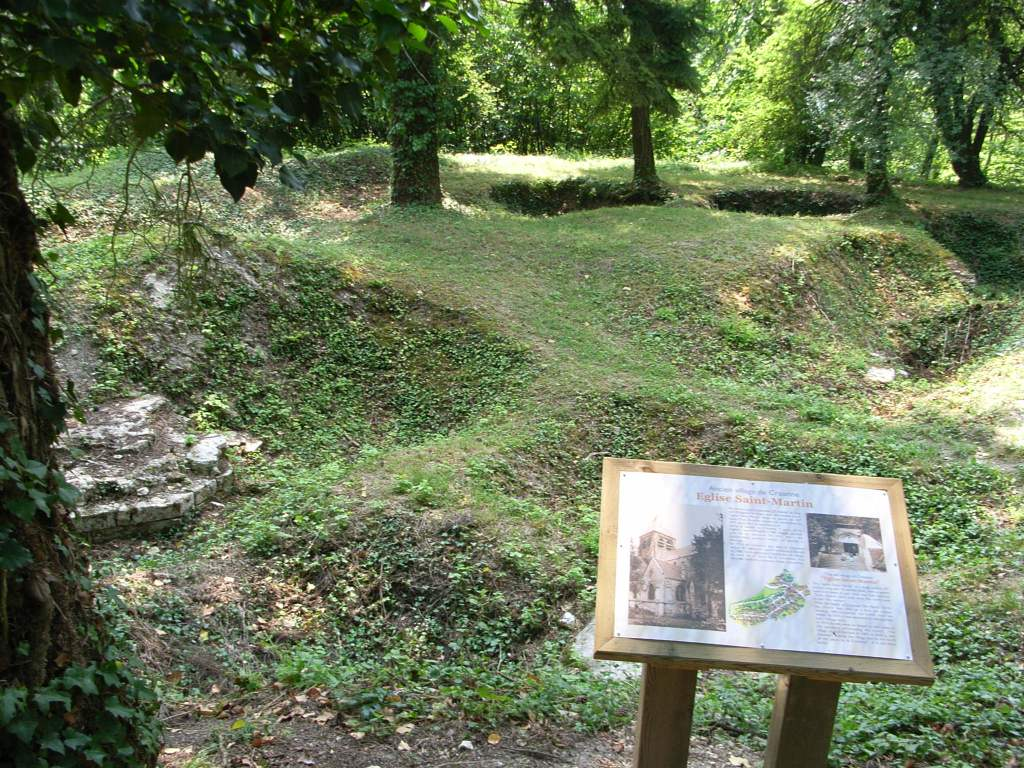
Parcours

## Description
Le site du Vieux Craonne est aujourd'hui géré par l'Office national des forêts qui y a aménagé un arboretum et un circuit-promenade balisé de panneaux explicatifs permettant de retrouver les traces de l'ancien village. Un grand observatoire a été élevé pour retrouver le point de vue des combattants. 
L'écrivain Yves Gibeau a été inhumé dans le cimetière de l'ancien Craonne, le 14 octobre 1994.
Le site maintenu en l'état depuis la fin de la Première Guerre mondiale est inscrit au titre des monuments historiques en 2003.

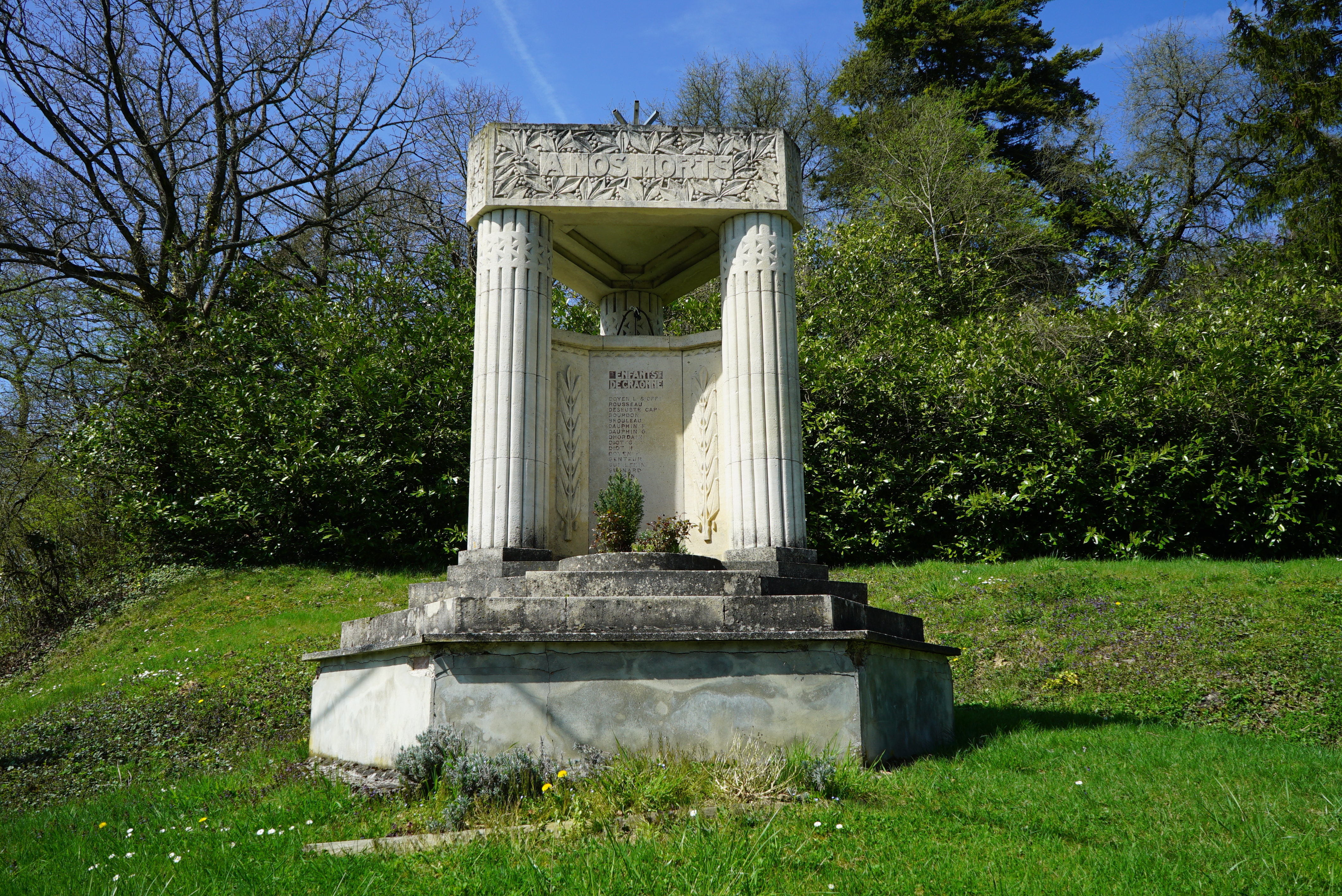
Le monument aux morts.
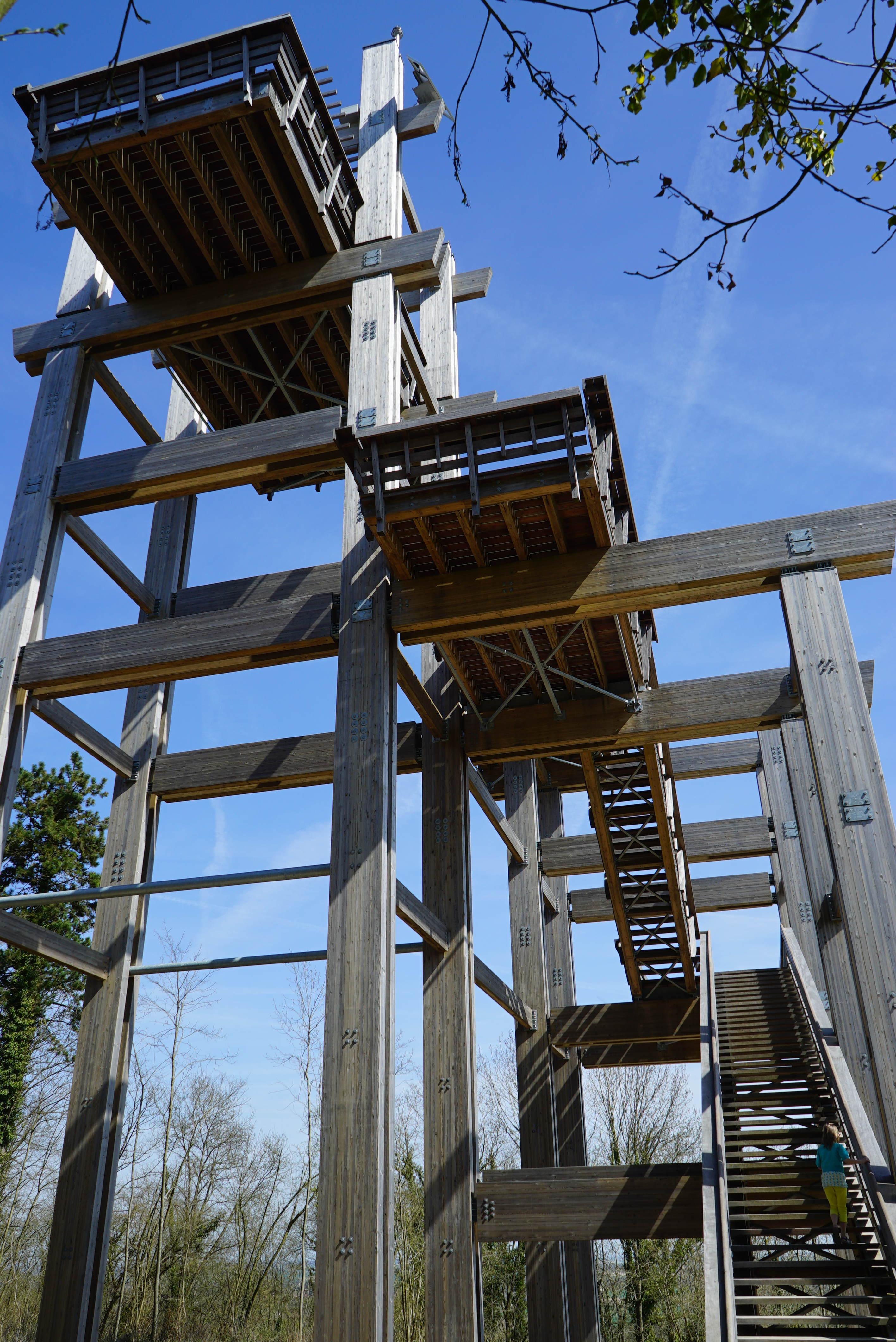
L'observatoire.
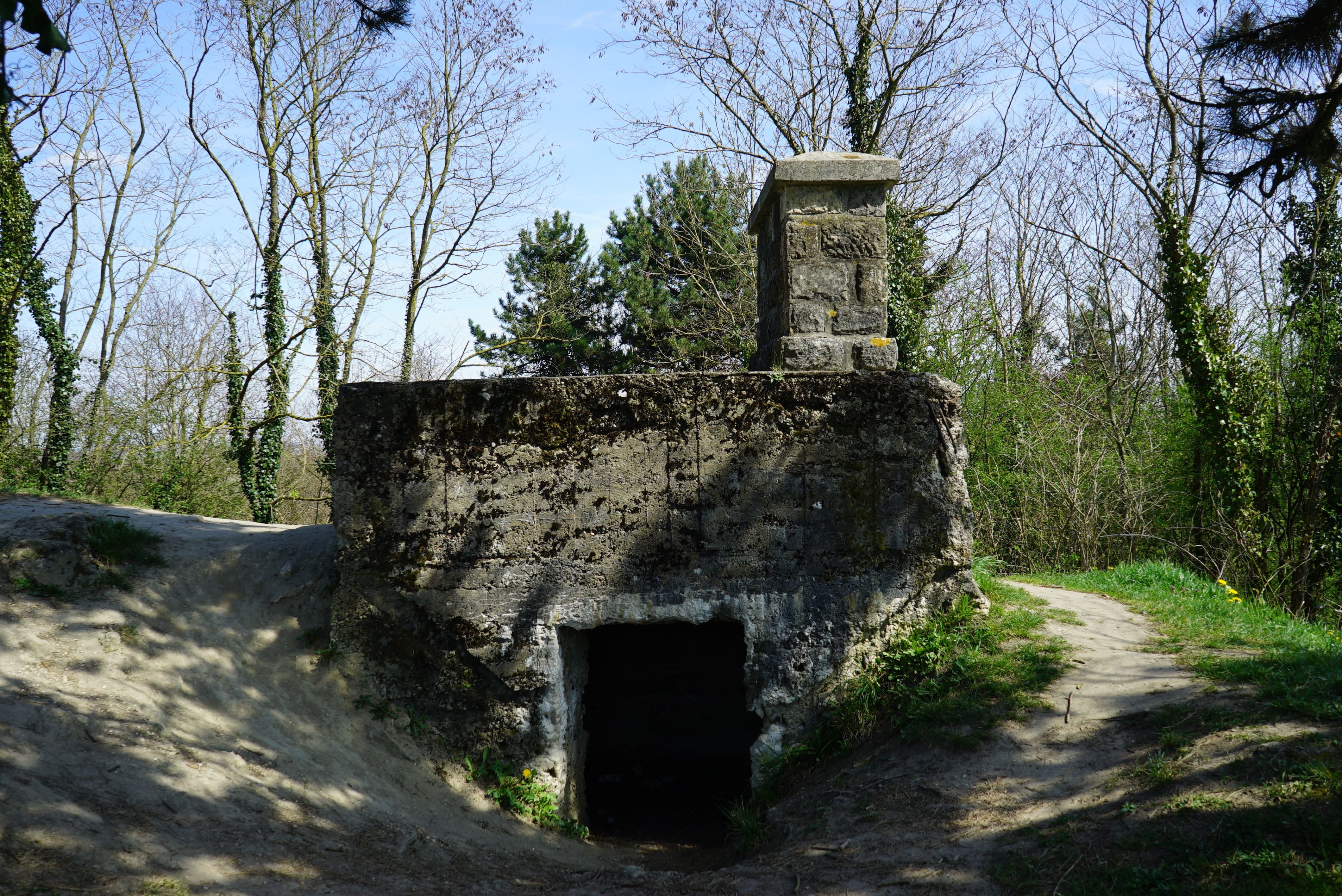
Blockhaus allemand.

## Annexes

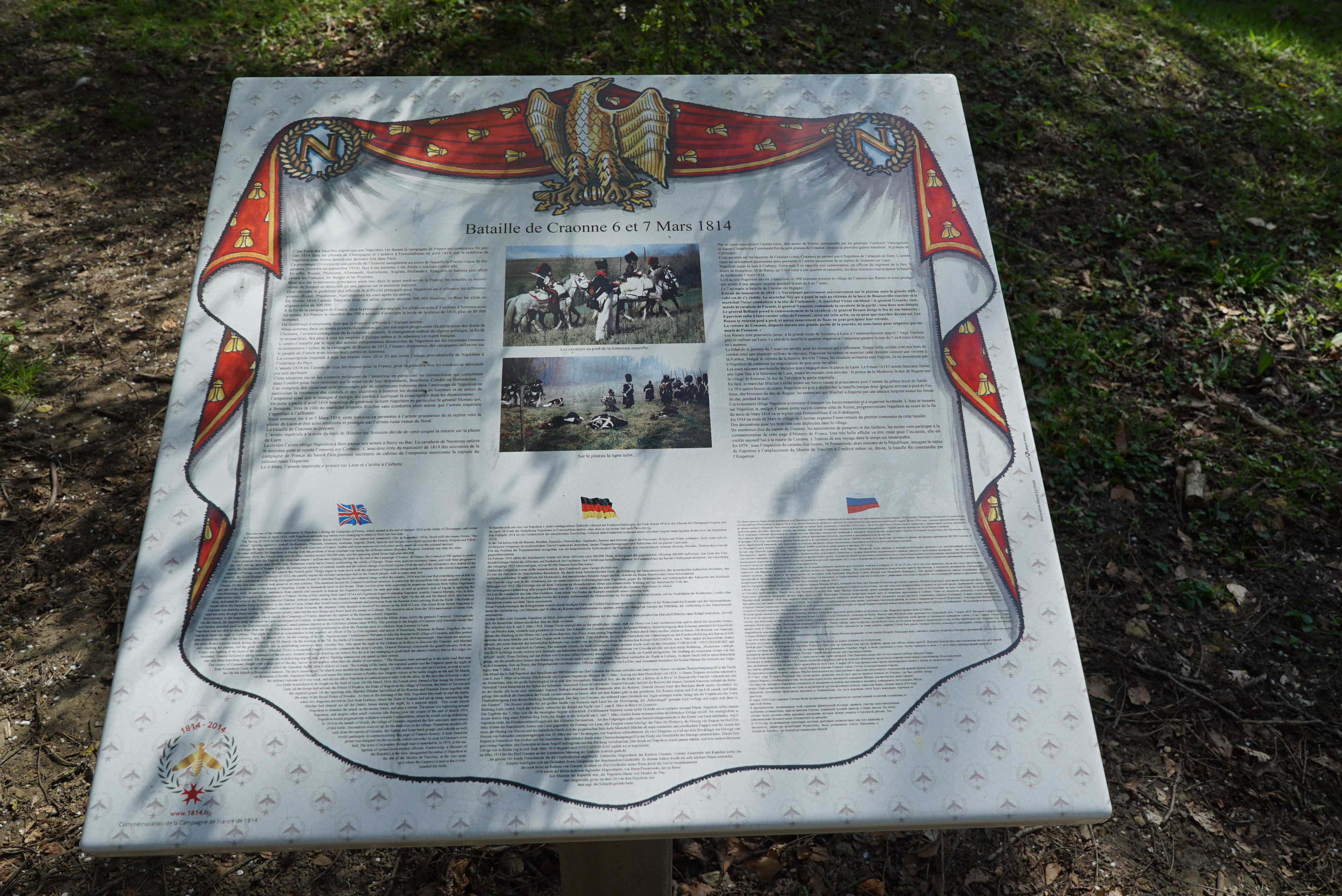
Plaque à la bataille de Craonne.